# Augury
Augury ist eine kanadische Progressive-Death-Metal-Band aus Montreal, die im Jahr 2001 gegründet wurde.

## Geschichte
Die Gründungsmitglieder der Band trafen sich im Jahr 1997 zum ersten Mal. Im Winter 2001 wurde die Band gegründet, nachdem Gitarrist Mathieu Marcotte seine Band Spasme verlassen hatte, und begann mit anderen Mitgliedern, deren Besetzung oft wechselte, Lieder einzustudieren. Kurze Zeit später stießen Sängerin Arianne Fleury und Bassist Dominic „Forest“ Lapointe (ex-Quo Vadis) zur Band und begannen weitere neue Stücke aufzunehmen.
Im Februar 2002 trat Sänger und Gitarrist Patrick Loisel der Band bei. Im Juni 2002 komplettierte Schlagzeuger Mathieu Groulx die Band kurzzeitig. Es folgten die Vorbereitungen für die ersten Auftritte. Nachdem Groulx kurze Zeit später die Band wieder verlassen hatte, probte die Band ohne Schlagzeuger weiter, bis sie mit Étienne Gallo einen passenden Ersatz fand. Das erste Album Concealed wurde von Yannick St-Amand aufgenommen und von Jean-François Dagenais (Kataklysm) abgemischt. Es wurde im Jahr 2004 über Galy Records veröffentlicht.
Das zweite Album Fragmentary Evidence wurde am 17. Juli 2009 in Europa und am 11. August in Nordamerika über Nuclear Blast veröffentlicht. Knapp acht Jahre später wurde mit Illusive Golden Age das vierte Album angekündigt, dass am 30. März 2018 über das Undergroundlabel The Artisan Era veröffentlicht wurde.

## Stil
Besonders charakteristisch ist die komplexe Struktur der Stücke. Der Gesang ist dabei sehr variabel, was vor allem durch häufigen Einsatz von Gastsängern bewirkt wird. So sind unter anderem Sven De Caluwé (Aborted) und Youri Raymond (Cryptopsy) zu hören. In den Werken werden zudem auch einige Elemente aus dem Jazz verarbeitet.

## Diskografie
- 2006: Concealed (Album, Galy Records)
- 2006: Promo 2006 (Demo, Eigenveröffentlichung)
- 2009: Fragmentary Evidence (Album, Nuclear Blast)
- 2018: Illusive Golden Age (Album, The Artisan Era)